# Liste der Bürgermeister der Stadt Nejdek
Die Liste der Bürgermeister der Stadt Nejdek (deutsch Neudek) führt die Amtsinhaber, die sich aus den Kirchen- und Stadtbüchern ermitteln lassen. Bis zur Durchführung der Magistratsregulierung gab es von 1792 bis 1842 in Nejdek keinen Bürgermeister, sondern nur Ortsvorsteher bzw. Stadtrichter. Einige der aufgelisteten Personen bekleideten das Amt nicht nur einmal, sondern mit einzelnen Unterbrechungen über Jahre hinweg. Die Liste erhebt keinen Anspruch auf Vollständigkeit.
| Amtsinhaber                                                                  | Amtszeit     |
| ---------------------------------------------------------------------------- | ------------ |
| Ludmila Vocelková                                                            | 2018         |
| Vladimír Benda                                                               | 2009         |
| Jan Drobil                                                                   | 2007         |
| Anton Menigat (SdP)                                                          | 1938–1945    |
| Carl Winterstein                                                             | 1931         |
| Franz Pecher                                                                 | 1919         |
| Hermann Pecher                                                               | 1918–1919    |
| Karl Kunzmann                                                                | 1893–1918    |
| Franz Schneider                                                              | 1876–1893    |
| Josef Proft                                                                  | 1874–1876    |
| Johann Zinner                                                                | 1871–1874    |
| Franz Ullmann                                                                | 1860–1871    |
| Anton Ullmann                                                                | 1848–1859    |
| Franz Ullmann                                                                | 1847         |
| Josef Ferdinand Ullmann                                                      | 1843–1847    |
| Josef Ullmann                                                                | 1842         |
| Franz Waldöstl                                                               | Richter 1842 |
| Joseph Röhring                                                               | Richter 1793 |
| Joseph Waldöstl, Balthasar Lang                                              | 1771         |
| Ferdinand Kayser                                                             | 1770         |
| Johann Joseph Franz                                                          | 1759         |
| Wenzel Röhring, Franz Ullmann, Ferdinand Waldöstl                            | 1750         |
| Wenzel Prokop Linck                                                          | 1740–1745    |
| Georg Bernhard Röhring, Johann Jacob Schuster, Valentin Linck, Johann Elster | 1735–1736    |
| Jobst Hässl, Johann Adam Schott                                              | 1722         |
| Caspar Ignaz Kayser                                                          | 1721         |
| Jacob Linck                                                                  | 1715–1720    |
| Johann Stöckner, Hans Georg Pöhner                                           | 1707         |
| Jacob Linck                                                                  | 1701         |
| Georg Häckl                                                                  | 1701         |
| Georg Weinl                                                                  | 1693         |
| Martin Stutzig                                                               | 1686         |
| Johann Linck                                                                 | 1686         |
| Georg Christoph Eckler                                                       | 1685         |
| Johann Friedrich                                                             | 1671         |
| Benedict Linck                                                               | 1667         |
| Johann Schott                                                                | 1664         |
| Erasmus Pecher                                                               | 1658         |
| Lorenz Leibold, Christoph Wald, Bartholomäus Leibold                         | 1656         |
| Valentin Dürrschmidt                                                         | 1652         |
| Georg Leibold                                                                | 1631         |
| Johann Hahn                                                                  | 1625         |
| Hans Lienhard                                                                | 1625         |
| Stephan Steinl                                                               | 1623         |
| Georg Hein Hans Lienhard                                                     | 1621         |
| Hans Steinl                                                                  | 1619         |
| Christoph Stutzig                                                            | 1613         |
| Hans Rappolt Thomas Pecher                                                   | 1613         |
| Valentin Steinl                                                              | 1608         |
| Hans Hain                                                                    | 1605         |
| Conrad Nürnberger                                                            | 1605         |
| Hans Hain                                                                    | 1600         |
| Hans Rappolt                                                                 | 1595         |
| Georg Stutzig                                                                | 1580         |
| Erasmus Zöttel                                                               | 1579         |
| Georg Merkel                                                                 | 1577         |
| Veit Brandt                                                                  | 1567         |
| Caspar Kempf                                                                 | 1562         |